# Coprinellus marculentus
Coprinellus marculentus es una especie de hongo en la familia Psathyrellaceae. Fue descrito por primera vez en 1893 como Coprinus marculentus por el micólogo Max Britzelmayr, posteriormente fue transferido al género Coprinellus en 2001.